# Claudi Tricaz Arnillas
Claudi Tricaz Arnillas (Barcelona, 21 de novembre de 1879 - Reus, 7 de gener de 1952) va ser un metge i polític català.

## Biografia
Fill d’Eugenio Tricaz Alvarez (nascut a València al voltant de 1852) i d’Antonia Arnillas Carpintero (nascuda al voltant de 1852). Es va casar amb Rosa Vilà Blanco (Barcelona 28 juny 1889 - Reus 25 Novembre 1925), filla de l’industrial tèxtil Juan Vilà Rubira (Barcelona 14 febrer 1859 - Barcelona 30 Novembre 1935)
Estudià batxillerat i començà la carrera de Dret, però es passà a Medicina i es llicencià el 1902. El 1905 aconsellat per dos companys de Facultat, els reusencs Alexandre Frias i Pere Barrufet membres com ell d'una colla de metges anomenada La Xeringa, va establir-se a Reus, on va obrir una consulta a la plaça de Prim, en ple centre de la ciutat i on va exercir de metge generalista i homeòpata. Fou el primer especialista radiòleg de la ciutat. A partir de 1909 col·laborà activament al Boletín del Colegio de Médicos del Partido de Reus. El 1914 va cedir l'ús gratuït dels seus aparells radiològics als pacients de beneficència de l'Hospital de Sant Joan, on va treballar com a metge radiòleg. L'Hospital, per la seva tasca, va ser el primer centre sanitari del sud de Catalunya dotat d'aquesta tecnologia.
Integrat en el món associatiu professional de Reus i la seva comarca, va participar en la dissolució del Col·legi de Metges de Reus quan per llei es va dictaminar l'existència d'un sol col·legi per província l'any 1913, i va intervindre en la fundació de l'Acadèmia de Ciències Mèdiques de Reus el 1914 i en la de l'Associació Mèdica de Reus, de la qual va ser secretari.
Es va presentar a les eleccions municipals pel Partit Republicà Autonomista. Escollit regidor, va ser alcalde de Reus un curt període del 1919, ja que en una sessió municipal turbulenta va dimitir llençant la vara d'alcalde al mig del Saló de Plens. Durant el seu mandat, s'inaugurà l'Institut de Puericultura o «La gota de la llet», iniciativa d'Alexandre Frias.
Era conegut a Reus com «El pastilletes» perquè en ser homeòpata elaborava ell mateix els medicaments. Va ser president de la Creu Roja local durant uns anys. Durant la Guerra Civil va ser un dels directors de l'Hospital de Reus, convertit en hospital de sang, cosa que li va suposar dificultats en la postguerra.
Va participar activament en el diari El Consecuente en el qual va destacar com a hàbil polemista polític. També va publicar al Boletín de la Asociación de Médicos de Reus, on escrivia amb els pseudònims de Dr. Veritas i Veritabilissimus. Un fill seu, Carles Tricaz Vila, va ser periodista i funcionari municipal.